# Mario Massa (zwemmer)
Mario Massa (Genua (Nervi), 20 juni 1892 - 16 februari 1956) was een Italiaans zwemmer.
Mario Massa nam driemaal deel aan de Olympische Spelen: in 1908, 1912 en 1920. In 1908 verloor hij tijdens de eerste ronde in het onderdeel 400 meter vrije slag. In 1912 haalde hij het tot de halve finale van de 100 meter vrije slag, en de eerste ronde van de 400 en 1500 meter vrije slag. In 1920 nam hij deel aan het onderdeel 4x200 meter vrije slag. Hij maakte deel uit van het team dat als vijfde eindigde. Verder nam hij zonder succes deel aan het onderdeel 100 meter vrije slag, waar hij in de eerste ronde verloor. 
Buiten zijn olympische bijdragen veroverde Massa 32 Italiaanse nationale zwemtitels op verschillende disciplines. 
Mario Massa · 
Agostino Frassinetti · 
Antonio Quarantotto · 
Gilio Bisagno